# Liga Mistrzów Strongman 2008: Varsseveld
Liga Mistrzów Strongman 2008: Varsseveld – indywidualne, trzecie w 2008 r. zawody siłaczy z cyklu Ligi Mistrzów Strongman.
Data: 1 czerwca 2008 r.

Miejsce: Varsseveld (prowincja Geldria)  Holandia
WYNIKI ZAWODÓW:
| Miejsce | Zawodnik          | Kraj              | Punkty |
| ------- | ----------------- | ----------------- | ------ |
| 1.      | Žydrūnas Savickas | Litwa             | 73     |
| 2.      | Andrus Murumets   | Estonia           | 63,5   |
| 3.      | Travis Ortmayer   | Stany Zjednoczone | 61,5   |
| 4.      | Ervin Katona      | Serbia            | 58,5   |
| 5.      | Jarno Hams        | Holandia          | 54     |
| 6.      | Jani Illikainen   | Finlandia         | 46     |
| 7.      | Agris Kazeļņiks   | Łotwa             | 42     |
| 8.      | Levi Vaoga        | Nowa Zelandia     | 35,5   |
| 9.      | Evert Kreuze      | Holandia          | 33     |
| 10.     | Tom Jansen        | Holandia          | 28     |
| 11.     | Jimmy Laureys     | Belgia            | 23     |
| 12.     | Jeremy Hogg       | Australia         | 14     |
| 12.     | Boris Miloševič   | Słowenia          | 14     |